# Syngonanthus nitens
Espèce
Syngonanthus nitens ou or végétal est une espèce de plantes herbacées de la famille des Ériocaulacées. On la trouve dans la région du Jalapão, État du Tocantins, au Brésil. Sa principale caractéristique est sa couleur dorée qui lui a donné son nom commun en portugais « Capim Dourado », qui signifie « herbe dorée ».

## Taxonomie
Le nom correct complet (avec auteur) de ce taxon est Syngonanthus nitens (Bong.) Ruhland.
L'espèce a été initialement classée dans le genre Eriocaulon sous le basionyme Eriocaulon nitens Bong..
Syngonanthus nitens a pour synonymes :
- Dupatya nitens (Bong.) Kuntze
- Eriocaulon filiforme Bong.
- Eriocaulon maximiliani Mart.
- Eriocaulon nitens Bong.
- Paepalanthus nitens (Bong.) Kunth
- Syngonanthus chrysanthus var. castrensis Moldenke & L.B.Sm.
- Syngonanthus flavipes Moldenke
- Syngonanthus kuhlmannii Moldenke
- Syngonanthus nitens f. malmii Moldenke
- Syngonanthus nitens f. pilosus Moldenke
- Syngonanthus nitens var. erectus Ruhland
- Syngonanthus nitens var. filiformis (Bong.) Ruhland
- Syngonanthus nitens var. hirtulus Ruhland
- Syngonanthus nitens var. koernickei Ruhland
- Syngonanthus nitens var. viviparus Moldenke